# Coupe d'Afrique des nations masculine espoirs de hockey sur gazon 2023
Navigation
Windhoek 2016 2025
La Coupe d'Afrique des nations masculine espoirs de hockey sur gazon 2023 est une compétition internationale de hockey sur gazon qui s'est tenue du 12 au 16 mars 2023 à Ismaïlia, Égypte,,.
Le tournoi a servi de qualification directe pour la Coupe du monde espoirs 2023, le vainqueur et le deuxième se qualifiant.
L'Afrique du Sud remporte son 5e titre en battant les tenants du titre et le pays hôte, l'Égypte 4 - 3 aux tirs au but après le partage 2 - 2 en temps réglementaire.

## Équipes qualifiées
Les équipes suivantes se sont qualifiées pour le tournoi. Le 3 mars 2023, le Ghana et le Nigéria annoncent qu'ils déclarent forfait pour le tournoi.
- Afrique du Sud (14)
- Égypte (20)
- Zimbabwe (47)
- Kenya (57)

## Critères
En cas d'égalité de points de plusieurs équipes à l'issue des matchs de poule, les critères suivants sont appliqués dans l'ordre indiqué pour établir leur classement:
1. Points de chaque équipe,
2. Matchs gagnés,
3. Différence de buts,
4. Buts pour,
5. Plus grand nombre de points obtenus dans les matchs de poule disputés entre les équipes concernées,
6. Buts marqués en plein jeu.

## Premier tour
Légende :
- Finale
- Matchs pour la 3e place

| Rang | Équipe         | Pts | J | G | N | P | Bp | Bc | Diff |
| ---- | -------------- | --- | - | - | - | - | -- | -- | ---- |
| 1    | Afrique du Sud | 9   | 3 | 3 | 0 | 0 | 15 | 1  | +14  |
| 2    | Égypte H       | 6   | 3 | 2 | 0 | 1 | 4  | 4  | 0    |
| 3    | Kenya          | 3   | 3 | 1 | 0 | 2 | 4  | 8  | -4   |
| 4    | Zimbabwe       | 0   | 3 | 0 | 0 | 3 | 2  | 12 | -10  |

| 12 mars 2023 | Égypte         | 1 - 0 | Kenya          |
| 12 mars 2023 | Afrique du Sud | 6 - 0 | Zimbabwe       |
| 13 mars 2023 | Égypte         | 0 - 3 | Afrique du Sud |
| 13 mars 2023 | Zimbabwe       | 1 - 3 | Kenya          |
| 15 mars 2023 | Zimbabwe       | 1 - 3 | Égypte         |
| 15 mars 2023 | Afrique du Sud | 6 - 1 | Kenya          |

## Tour final

### Match pour la3eplace
| Match 7            | Zimbabwe    | 1 - 2   | Kenya                   |                                                |                                                |
| 16 mars 2023 12h15 | Sibanda 22e | (1 - 2) | 3e Momanyi · 26e Onwaka | Arbitrage : Hisham Moaaz Jonathan von Hoesslin | Arbitrage : Hisham Moaaz Jonathan von Hoesslin |
| 16 mars 2023 12h15 | Rapport     |         |                         | Arbitrage : Hisham Moaaz Jonathan von Hoesslin | Arbitrage : Hisham Moaaz Jonathan von Hoesslin |

### Finale
| Match 8            | Égypte                                            | 2 - 2             | Afrique du Sud                                                           |                                          |                                          |
| 16 mars 2023 16h45 | Ali 51e · Adel 55e                                | (0 - 1)           | 12e Flint · 42e Ditlhakanyane                                            | Arbitrage : Munashe Mashoko Titus Ngolia | Arbitrage : Munashe Mashoko Titus Ngolia |
| 16 mars 2023 16h45 | Rapport                                           |                   |                                                                          | Arbitrage : Munashe Mashoko Titus Ngolia | Arbitrage : Munashe Mashoko Titus Ngolia |
| 16 mars 2023 16h45 | Adel · Bakr · Ragab · Ali · Mokhtar · ---- · Adel | Tirs au but 3 - 4 | Le Forestier · Neethling · Mithalane · Khader · Knott · ---- · Neethling | Arbitrage : Munashe Mashoko Titus Ngolia | Arbitrage : Munashe Mashoko Titus Ngolia |

## Classement final
| Rang                        | Équipe           | J | V | N | P | BP | BC | Diff | Pts |
| --------------------------- | ---------------- | - | - | - | - | -- | -- | ---- | --- |
| Médaille d'or, Afrique      | Afrique du Sud T | 4 | 3 | 1 | 0 | 17 | 3  | +14  | 10  |
| Médaille d'argent, Afrique  | Égypte H         | 4 | 2 | 1 | 1 | 6  | 6  | 0    | 7   |
| Médaille de bronze, Afrique | Kenya            | 4 | 2 | 0 | 2 | 6  | 9  | -3   | 6   |
| 4                           | Zimbabwe         | 4 | 0 | 0 | 4 | 3  | 14 | -11  | 0   |

|  | Nation qualifiée pour la Coupe du monde espoirs 2023 |